# Dănuț Dobre
Dănuț Dobre (født 20. februar 1967 i Fetești, Rumænien) er en rumænsk tidligere roer og dobbelt olympisk medaljevinder.
Dobre vandt, som makker til Dragoș Neagu, sølv i toer uden styrmand ved OL 1988 i Seoul, efter en finale, hvor rumænerne kun blev besejret af Steve Redgrave og Andy Holmes fra Storbritannien. Jugoslaverne Sadik Mujkič og Bojan Prešern tog bronzemedaljerne. Fire år senere var han en del af den rumænske otter, der vandt sølv ved OL 1992 i Barcelona.
Dobre vandt desuden to VM-sølvmedaljer, en i toer uden styrmand ved VM 1987 i København, og en i firer med styrmand ved VM 1991 i Wien.

## OL-medaljer
- 1988:  Sølv i toer uden styrmand
- 1992:  Sølv i otter